# Glyptothorax trewavasae
Glyptothorax trewavasae és una espècie de peix de la família dels sisòrids i de l'ordre dels siluriformes. Va ser descrit per l'ictiòleg Sundel Lal Hora el 1938. Els adults poden assolir els 14 cm de llargària total.
Es troba a l'Índia.